# Guaraniaçu
Guaraniaçu is een gemeente in de Braziliaanse deelstaat Paraná. De gemeente telt 16.161 inwoners (schatting 2009).

## Aangrenzende gemeenten
De gemeente grenst aan Altamira do Paraná, Campina da Lagoa, Campo Bonito, Catanduvas, Diamante do Sul, Espigão Alto do Iguaçu, Ibema, Nova Laranjeiras en Quedas do Iguaçu.